# Cooking Mama 2 : Tous à table
Cooking Mama 2 : Tous à table (Cooking Mama 2 (クッキングママ 2, Kukkingu Mama 2) au Japon) est un jeu vidéo de cuisine sorti fin 2007 aux États-Unis et au Japon et début 2008 en France sur Nintendo DS. Le jeu est développé par Creative Office et édité par 505 Games. Il fait suite à Cooking Mama. Il contient deux fois plus de mini-jeux que l'épisode précédent, de nouvelles recettes et un nouveau mode multijoueur. Le jeu inclut également des voix comme dans la version Wii du premier Cooking Mama, bien qu'elles ne soient pas utilisées souvent. Cooking Mama 2 est le second jeu Cooking Mama à inclure des desserts après l'épisode Wii.

## Système de jeu
Le joueur choisit et doit réaliser des plats en plusieurs étapes sous la direction de Mama. Il peut s'agir de couper, trancher, râper, éplucher, presser, mélanger ou cuire des aliments avec le stylet, en suivant les instructions sur l'écran du haut. Chacune des étapes constitue un mini-jeu de rapidité ou de rythme. Chaque recette enchaîne un certain nombre de mini-jeux, et se termine sur la réalisation d'un plat parmi les 80 proposés par le jeu.
Une fois que le joueur a terminé une recette, son score est affiché sous la forme d'une note sur 100 et d'une médaille. S'il rate complètement une étape ou fait une erreur grave, le joueur reçoit une médaille « brisée », qui ressemble un peu à la médaille d'argent mais avec des fissures. Contrairement aux précédents jeux Cooking Mama, les « bonus » accumulés pendant les mini-jeux ne sont pas comptabilisés dans le score final, mais donnent au joueur des « étoiles bonus ». Pour chaque tranche de 5 étoiles bonus reçues, le joueur débloque un objet bonus pour personnaliser le jeu.

### Modes de jeu
Dans le mode « Cuisinons ! », le joueur doit préparer un plat en enchaînant les étapes sans instructions entre les jeux, et ne doit pas faire de fautes graves. La préparation du plat est dirigée soit par Mama, soit par l'un de ses 9 amis. À la fin de la recette, le plat est « goûté » et une appréciation est donnée, par exemple « C'est délicieux ! » si le plat a été réalisé sans erreur. Réussir un de ces plats peut débloquer soit un objet caché, soit un ami s'ils n'étaient pas tous disponibles. Dans ce mode, si le joueur rate une étape, ou s'il fait une erreur grave comme renverser les ingrédients en les mélangeant, l'appréciation donnée est « C'est immangeable ! » et le joueur reçoit une médaille brisée.
Le mode « Compétition culinaire » est un mode multijoueur où jusqu'à quatre joueurs peuvent s'affronter. Un seul exemplaire du jeu est requis, les joueurs « invités » utilisent le téléchargement de la Nintendo DS pour charger un module du jeu. Ce mode fait s'affronter les joueurs sur des mini-jeux sans qu'il y ait réalisation d'un plat.

## Réception critique
Comme pour les précédents jeux de la série, Cooking Mama 2 est considéré comme divertissant, mais qu'il apporte peu d'innovations par rapport au système des jeux précédents. IGN a donné au jeu une note de 7.0 sur 10, en ajoutant que le jeu est extrêmement similaire aux épisodes précédents et que « Cooking Mama 2 est exactement aussi drôle que le jeu précédent. En fait, c'est largement le jeu précédent. » GameSpot affirme la même chose, et remarque que les images sont les mêmes et que « c'est plus de Cooking Mama pour ceux qui veulent simplement plus de Cooking Mama ». GameSpot a donné au jeu une note de 6.0 sur 10 avec une appréciation « Bien ».
En mars 2008, GameRankings a donné à Cooking Mama 2 une note moyenne de 70 %, ce qui en fait l'épisode de la série Cooking Mama ayant eu la meilleure note.

### Récompenses
1UP.com a décerné, dans le cadre de ses « Best Of 2007 Awards », le titre de Best Console Casual Game à Cooking Mama 2.